# Bifilare
Il  bifilare è la doppia linea aerea di contatto ad alta tensione, parallela e sopraelevata, sulla quale agiscono le carrucole poste all'estremità delle aste di captazione ("trolley") del filoveicolo, consentendone la regolare marcia. Generalmente sono a corrente continua (a 750 V per linee urbane, 1500 V per linee extraurbane).

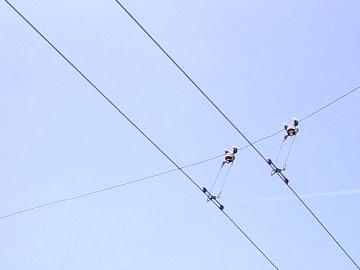
Bifilare

La necessità di questo tipo di linea conduttrice deriva dal fatto che, mentre un tram o una locomotiva elettrica può ricevere l'alimentazione elettrica, necessaria al motore elettrico, da un circuito elettrico formato, oltre che dalla linea aerea, dal binario con il quale è in contatto metallico tramite le  ruote, nel caso di un filobus, o più in generale di un mezzo di trasporto filoveicolo, ciò non è possibile perché viaggia su gomma anziché sui binari. infatti per il tram basta un solo cavo, ma ne servono due per i filoveicoli.
In ambito ferroviario la linea bifilare è necessaria quando viene impiegato il sistema di trazione trifase.
I cavi dei bifilari sono di solito posizionati in alto rispetto alla sede stradale, ad una altezza compresa tra i 5 e 6 metri, per non essere d'impedimento alla circolazione degli altri veicoli e per garantire una maggiore sicurezza dell'impianto. Sono soggetti a continui controlli e manutenzione, in particolar modo quelli collocati lungo le strade costiere, attaccati dalla salsedine, per effetto dei cloruri.
Nel periodo di massima espansione dei filobus in Italia, durante i primi decenni dopo la seconda guerra mondiale, questo tipo di strutture erano molto diffuse nelle città. Ad esempio a Roma, nel 1953, si calcola che i bifilari si estendevano per circa 153 km consentendo la circolazione ad un parco macchine di 419 esemplari. In molti capoluoghi italiani erano diffuse spesso affiancate da linee tranviarie; in seguito alla sostituzione delle filovie con le autolinee l'estensione del bifilare è stata fortemente ridimensionata.